# Colayrac-Saint-Cirq
Pour les articles homonymes, voir Saint-Cirq.
Colayrac-Saint-Cirq est une commune du Sud-Ouest de la France, située dans le département de Lot-et-Garonne, en région Nouvelle-Aquitaine.
Elle est une des 44 communes composant l'Agglomération d'Agen.

## Géographie

### Localisation
Dans la moitié sud du département de Lot-et-Garonne, Colayrac-Saint-Cirq est une commune de l'aire d'attraction d'Agen située dans son unité urbaine, au nord-ouest d'Agen en pays de l'Agenais.

### Communes limitrophes
Colayrac-Saint-Cirq est limitrophe de sept autres communes.
Les communes limitrophes sont Madaillan, Sainte-Colombe-en-Bruilhois, Agen, Brax, Foulayronnes, Le Passage, Saint-Hilaire-de-Lusignan et Sérignac-sur-Garonne.
| Saint-Hilaire-de-Lusignan   | Madaillan           |              |
| Sérignac-sur-Garonne        | Colayrac-Saint-Cirq | Foulayronnes |
| Sainte-Colombe-en-Bruilhois | Brax, Le Passage    | Agen         |

### Hydrographie
Bordée au sud sur plus de huit kilomètres par la Garonne, la commune est bordée à l'ouest sur six kilomètres par son affluent le ruisseau de Bourbon, et arrosée à l'est par le ruisseau de Ségone — autre affluent de la Garonne — sur plus de quatre kilomètres.

### Climat
Pour des articles plus généraux, voir Climat de la Nouvelle-Aquitaine et Climat de Lot-et-Garonne.
Historiquement, la commune est exposée à un climat océanique aquitain.  
En 2020, Météo-France publie une typologie des climats de la France métropolitaine dans laquelle la commune est exposée à un climat océanique altéré et est dans la région climatique Aquitaine, Gascogne, caractérisée par une pluviométrie abondante au printemps, modérée en automne, un faible ensoleillement au printemps, un été chaud (19,5 °C), des vents faibles, des brouillards fréquents en automne et en hiver et des orages fréquents en été (15 à 20 jours).
Pour la période 1971-2000, la température annuelle moyenne est de 13,6 °C, avec une amplitude thermique annuelle de 15,3 °C. Le cumul annuel moyen de précipitations est de 780 mm, avec 9,3 jours de précipitations en janvier et 6,3 jours en juillet. Pour la période 1991-2020, la température moyenne annuelle observée sur la station météorologique la plus proche, située sur la commune d'Estillac à 7 km à vol d'oiseau, est de 13,8 °C et le cumul annuel moyen de précipitations est de 708,2 mm,. Pour l'avenir, les paramètres climatiques de la commune estimés pour 2050 selon différents scénarios d'émission de gaz à effet de serre sont consultables sur un site dédié publié par Météo-France en novembre 2022.

## Urbanisme

### Typologie
Au 1er janvier 2024, Colayrac-Saint-Cirq est catégorisée commune rurale à habitat dispersé, selon la nouvelle grille communale de densité à sept niveaux définie par l'Insee en 2022.
Elle appartient à l'unité urbaine d'Agen, une agglomération intra-départementale regroupant 16  communes, dont elle est une commune de la banlieue,,. Par ailleurs la commune fait partie de l'aire d'attraction d'Agen, dont elle est une commune de la couronne,. Cette aire, qui regroupe 81 communes, est catégorisée dans les aires de 50 000 à moins de 200 000 habitants,.

### Occupation des sols

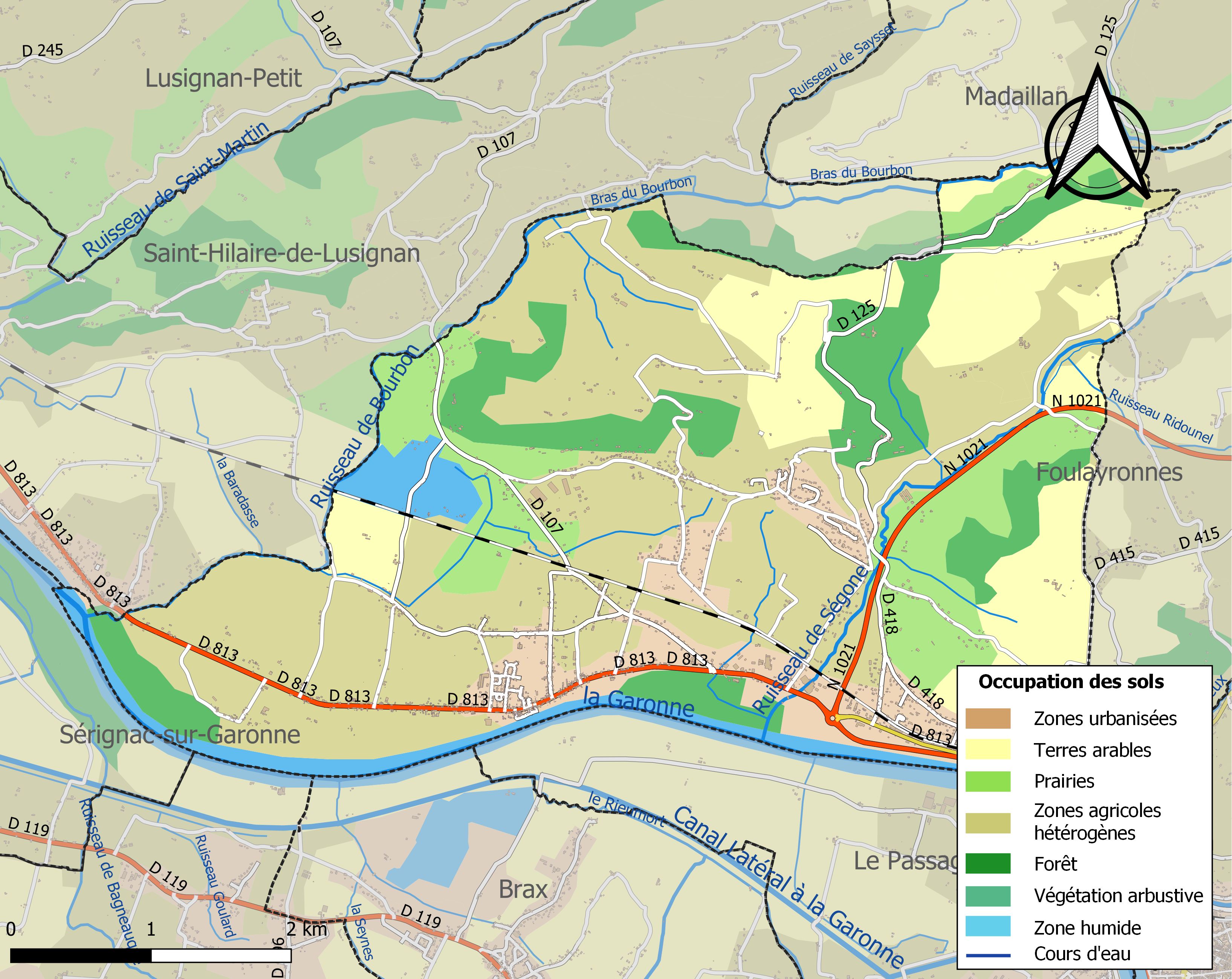
Carte des infrastructures et de l'occupation des sols de la commune en 2018 (CLC).

L'occupation des sols de la commune, telle qu'elle ressort de la base de données européenne d’occupation biophysique des sols Corine Land Cover (CLC), est marquée par l'importance des territoires agricoles (70,1 % en 2018), en diminution par rapport à 1990 (80,4 %). La répartition détaillée en 2018 est la suivante : 
zones agricoles hétérogènes (42,8 %), terres arables (14,3 %), forêts (14,3 %), prairies (11,4 %), zones urbanisées (10 %), eaux continentales (5,4 %), cultures permanentes (1,7 %), espaces verts artificialisés, non agricoles (0,2 %). L'évolution de l’occupation des sols de la commune et de ses infrastructures peut être observée sur les différentes représentations cartographiques du territoire : la carte de Cassini (XVIIIe siècle), la carte d'état-major (1820-1866) et les cartes ou photos aériennes de l'IGN pour la période actuelle (1950 à aujourd'hui).

### Voies de communication et transports
| Distance                                    | 617 km | 514 km | 110 km | 456 km | 351 km | 146 km | 136 km |
| source : données selon les cartes Michelin. |        |        |        |        |        |        |        |

Le réseau Tempo exploité par la société Keolis Agen et dessert les communes de l'agglomération d'Agen, en remplacement du réseau Transbus.

### Risques majeurs
Le territoire de la commune de Colayrac-Saint-Cirq est vulnérable à différents aléas naturels : météorologiques (tempête, orage, neige, grand froid, canicule ou sécheresse), inondations, mouvements de terrains et séisme (sismicité très faible). Il est également exposé à un risque technologique, le transport de matières dangereuses. Un site publié par le BRGM permet d'évaluer simplement et rapidement les risques d'un bien localisé soit par son adresse soit par le numéro de sa parcelle.

#### Risques naturels
La commune fait partie du territoire à risques importants d'inondation (TRI) d’Agen, regroupant 20 communes concernées par un risque de débordement de la Garonne, un des 18 TRI qui ont été arrêtés fin 2012 sur le bassin Adour-Garonne. Les événements antérieurs à 2014 les plus significatifs sont les crues de 1435, 1875, 1930, 1712, 1770 et 1952. Des cartes des surfaces inondables ont été établies pour trois scénarios : fréquent (crue de temps de retour de 10 ans à 30 ans), moyen (temps de retour de 100 ans à 300 ans) et extrême (temps de retour de l'ordre de 1 000 ans, qui met en défaut tout système de protection). La commune a été reconnue en état de catastrophe naturelle au titre des dommages causés par les inondations et coulées de boue survenues en 1982, 1993, 1999, 2009, 2019 et 2021,.
Les mouvements de terrains susceptibles de se produire sur la commune sont des affaissements et effondrements liés aux cavités souterraines (hors mines), des glissements de terrain et des tassements différentiels. Afin de mieux appréhender le risque d’affaissement de terrain, un inventaire national permet de localiser les éventuelles cavités souterraines sur la commune.

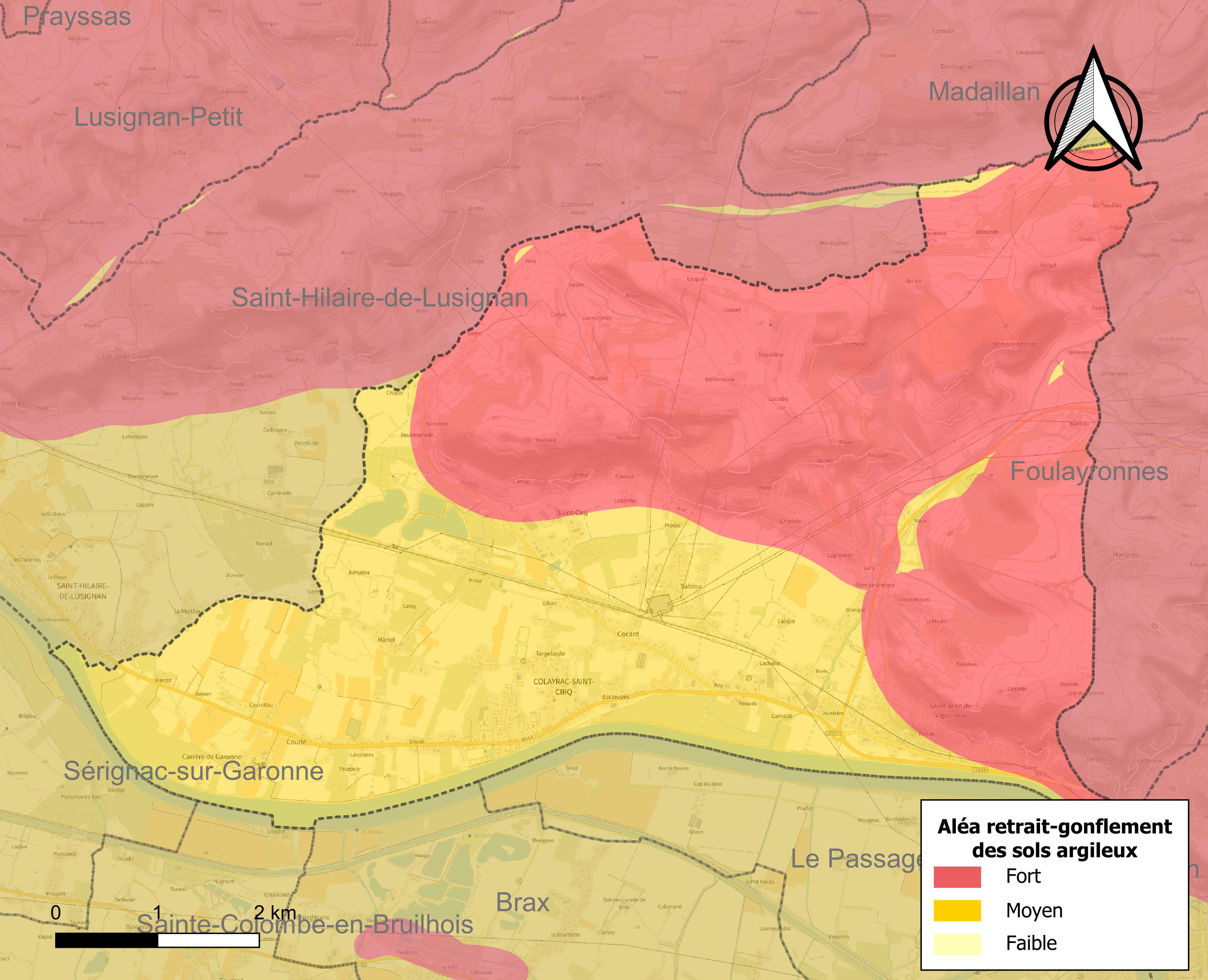
Carte des zones d'aléa retrait-gonflement des sols argileux de Colayrac-Saint-Cirq.

Le retrait-gonflement des sols argileux est susceptible d'engendrer des dommages importants aux bâtiments en cas d’alternance de périodes de sécheresse et de pluie. La totalité de la commune est en aléa moyen ou fort (91,8 % au niveau départemental et 48,5 % au niveau national). Depuis le 1er octobre 2020, en application de la loi ELAN, différentes contraintes s'imposent aux vendeurs, maîtres d'ouvrages ou constructeurs de biens situés dans une zone classée en aléa moyen ou fort,.
Concernant les mouvements de terrains, la commune a été reconnue en état de catastrophe naturelle au titre des dommages causés par la sécheresse en 1991, 2002, 2003, 2005, 2009, 2011, 2012 et 2017 et par des mouvements de terrain en 1999.

## Toponymie
La première partie du nom de la commune correspond soit à un nom d'homme latin Collarius, soit à un sobriquet (collarium signifiant collier), suivi du suffixe -acum, indiquant le « domaine de Collarius » ou le « domaine du collier ». La seconde partie du nom fait référence à saint Cyr, honoré dans l'ancienne église paroissiale du hameau de Saint-Cirq, dont les formes occitanes du nom, à partir de Cyricus, sont notamment Circ et Cirgue.

## Histoire
La première mention écrite du lieu, dans un acte ancien, est celui de « Tricheries », qui constituaient au Moyen Âge un vaste domaine. L'histoire de Colayrac-Saint-Cirq commence à partir d'un petit hameau surplombant le village appelé Montréal (Mont du Roi) où fut construite en 1308 une bastide.
En 1351, Charles II, roi de Navarre le rasa. Seule la paroisse subsiste mais pour peu de temps puisqu'un pharmacien rachète l'église et se hâte de la démolir. Seul le village de Saint-Cirq en contrebas résiste.
Au XIVe siècle, les seigneurs de Madaillan occupèrent partiellement le territoire de Saint-Cirq.
Le village fut une zone de passage fort empruntée pendant la guerre de Cent Ans ou encore les guerres de religion qui ensanglantèrent la région. Vers 1649, un groupe de religieuses s'installa à Saint-Cirq et une église fut construite.
Le 10 février 1889, la commune prend le nom de Colayrac Saint-Cirq. Une fusion de Colayrac et de Saint-Cirq se fait et le préfet propose d'associer les deux noms c'est ainsi que naît, le 26 mai 1889, la commune de Colayrac-Saint-Cirq[pas clair].
Mais l'acteur principal de l'expansion du village est bien évidemment la Garonne. L'importance croissante du trafic des marchandises et le point d'implantation stratégique de la ville ont contribué au développement du port. L'activité fluviale était essentiellement axée sur le commerce de produits locaux.
L'agriculture est en développement dans le village et à la fin du XIXe siècle, la culture des arbres fruitiers et des oignons bat son plein. En 1890, la production d'asperges est introduite.
Depuis, Colayrac-Saint-Cirq vit de son agriculture, continuant de jouir de la solide réputation de ses terres [source insuffisante].

## Politique et administration

### Liste des maires
| Période                                  | Période   | Identité                       | Étiquette | Qualité                        |
| ---------------------------------------- | --------- | ------------------------------ | --------- | ------------------------------ |
| Les données manquantes sont à compléter. |           |                                |           |                                |
|                                          |           |                                |           |                                |
| mars 1959                                | juin 1995 | Henri Peberay                  |           | Agriculteur                    |
| juin 1995                                | mars 2014 | François Chalmel               | DVD       | Officier supérieur en retraite |
| mars 2014 (réélu en mai 2020)            | En cours  | Pascal de Sermet de Tournefort | LR        | Gérant d'actifs immobiliers    |

### Structure administrative
Jusqu'en 2015, Colayrac-Saint-Cirq fait partie du canton d'Agen-Nord, il devient par le décret no 2014-257 du 26 février 2014, le bureau centralisateur du canton de l'Ouest agenais (canton no 15) comprenant onze communes.

### Jumelages
San Fior (Italie).

## Population et société

### Démographie
Les habitants de Colayrac-Saint-Cirq sont appelés les Colayracais et Colayracaises.
L'évolution du nombre d'habitants est connue à travers les recensements de la population effectués dans la commune depuis 1800. Pour les communes de moins de 10 000 habitants, une enquête de recensement portant sur toute la population est réalisée tous les cinq ans, les populations de référence des années intermédiaires étant quant à elles estimées par interpolation ou extrapolation. Pour la commune, le premier recensement exhaustif entrant dans le cadre du nouveau dispositif a été réalisé en 2008.

En 2022, la commune comptait 3 106 habitants, en évolution de +2,1 % par rapport à 2016 (Lot-et-Garonne : −0,18 %, France hors Mayotte : +2,11 %).
| 1800  | 1806  | 1821  | 1831  | 1836  | 1841  | 1846  | 1851  | 1856  |
| ----- | ----- | ----- | ----- | ----- | ----- | ----- | ----- | ----- |
| 1 609 | 1 593 | 1 786 | 1 850 | 1 895 | 1 939 | 1 987 | 1 913 | 1 827 |

| 1861  | 1866  | 1872  | 1876  | 1881  | 1886  | 1891  | 1896  | 1901  |
| ----- | ----- | ----- | ----- | ----- | ----- | ----- | ----- | ----- |
| 1 743 | 1 737 | 1 698 | 1 608 | 1 636 | 1 619 | 1 603 | 1 518 | 1 420 |

| 1906  | 1911  | 1921  | 1926  | 1931  | 1936  | 1946  | 1954  | 1962  |
| ----- | ----- | ----- | ----- | ----- | ----- | ----- | ----- | ----- |
| 1 341 | 1 305 | 1 260 | 1 368 | 1 349 | 1 445 | 1 643 | 1 817 | 1 873 |

| 1968  | 1975  | 1982  | 1990  | 1999  | 2006  | 2008  | 2013  | 2018  |
| ----- | ----- | ----- | ----- | ----- | ----- | ----- | ----- | ----- |
| 2 329 | 2 551 | 2 645 | 2 653 | 2 717 | 2 823 | 2 859 | 2 876 | 3 106 |

| 2022  | - | - | - | - | - | - | - | - |
| ----- | - | - | - | - | - | - | - | - |
| 3 106 | - | - | - | - | - | - | - | - |

### Santé
Pour la santé, la commune dépend beaucoup d'Agen :
- l’hôpital Saint-Esprit au nord d'Agen ;
- la clinique Calabet ;
- la clinique Saint-Hilaire Esquirol ;
- l’hôpital de Monbran ;
- l’hôpital psychiatrique-la Candélie à Foulayronnes.

### Sports
Basket, football, pétanque, rugby, tennis

### Médias

#### Presse écrite
On peut trouver dans la commune plusieurs types de journaux, Sud Ouest (siège à Bordeaux) avec une actualité régionale, Le Petit Bleu de Lot-et-Garonne journal de l'Agenais ou La Dépêche du Midi actualité du Lot-et-Garonne.

#### Radios
Quatre radios émettent des décrochages à destination de l'agglomération agenaise :
- Virgin Agen (89.8 FM) ;
- 47 FM (87.7 FM), créée en 2007 ;
- ARL (95.9 FM) ;
- Radio Bulle (93.6 FM) ;
- Espoir FM (93.1 FM), créée en 1981.

#### Télévision
Dans le département de Lot-et-Garonne la seule chaîne régionale est celle de France 3 Atlantique.
Possibilité d'avoir les programmes de la TNT.

## Culture locale et patrimoine

### Lieux et monuments
- Église de l'Immaculée-Conception[30].
- Église Saint-Cirq-et-Sainte-Julitte de Saint-Cirq[31].

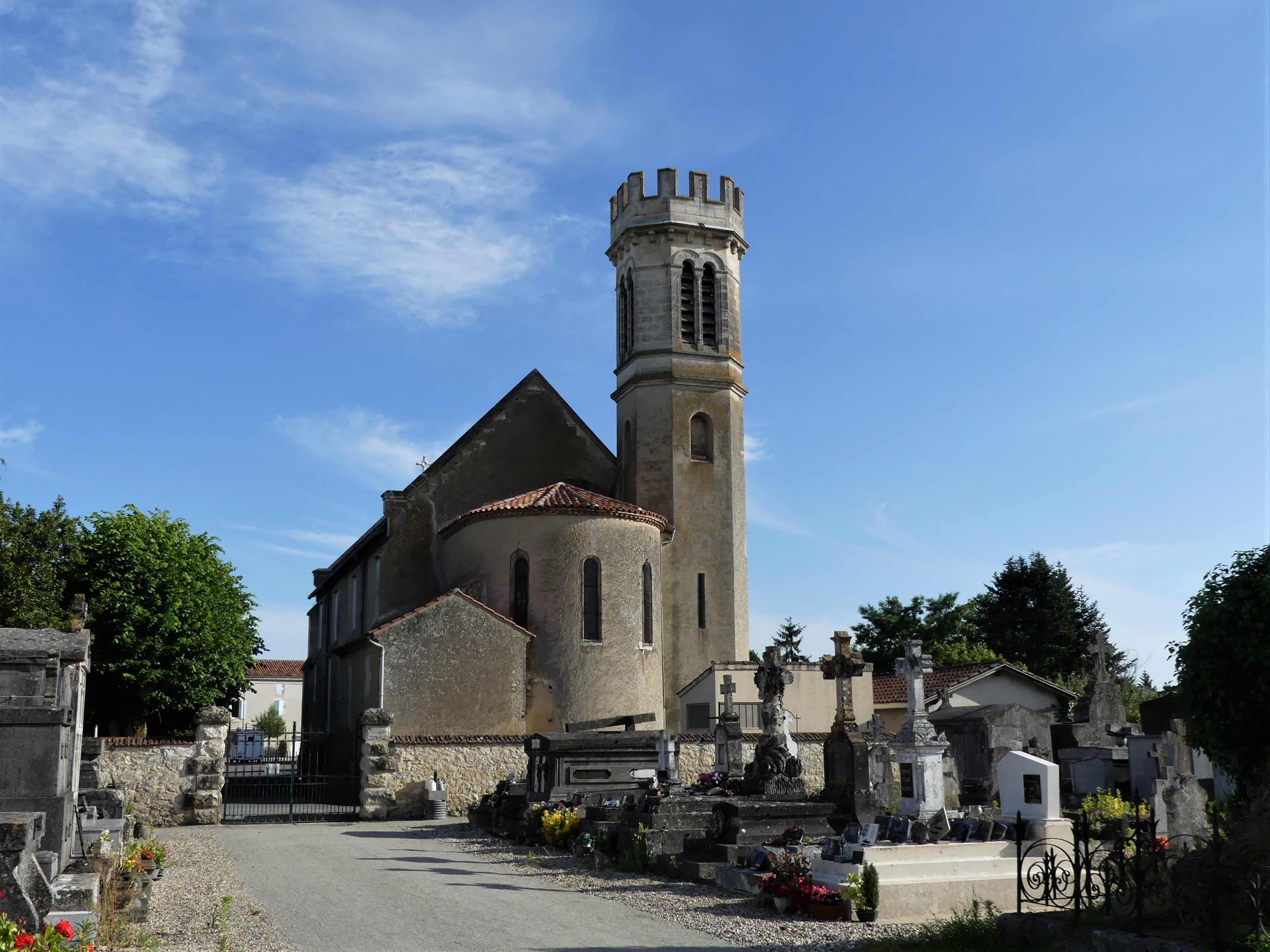
L'église de l'Immaculée-Conception.
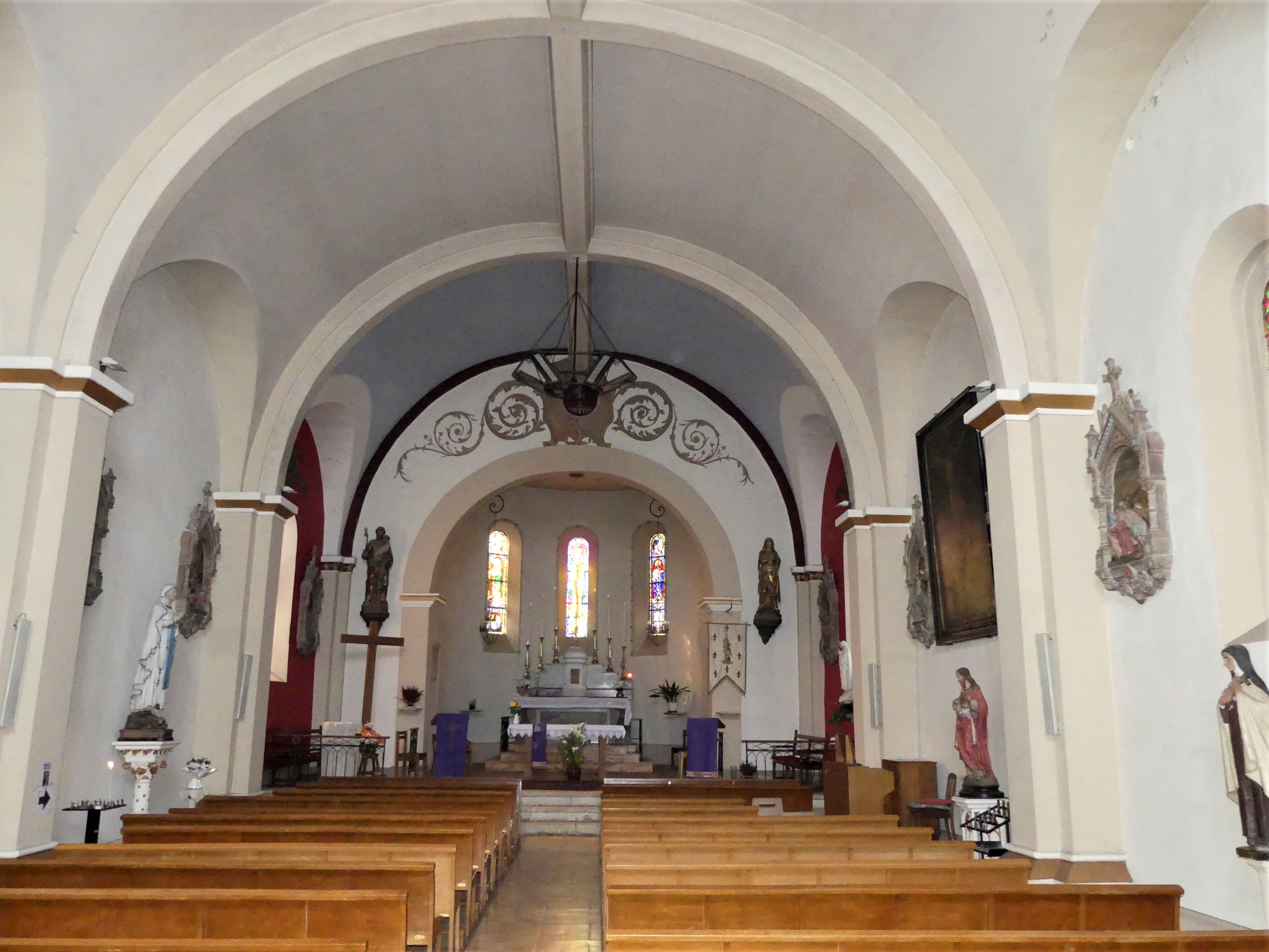
Sa nef.
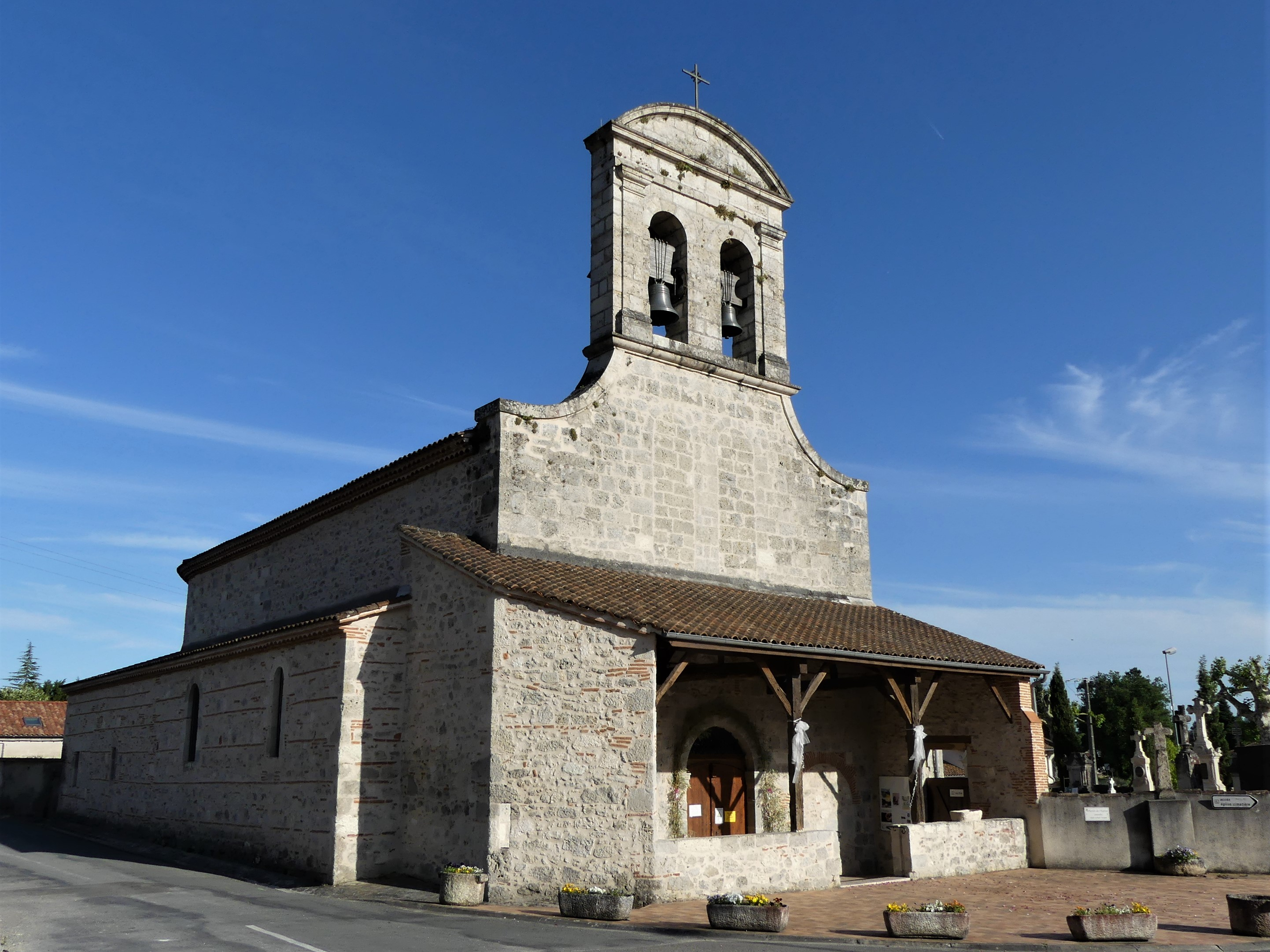
L'église Saint-Cirq-et-Sainte-Julitte de Saint-Cirq.
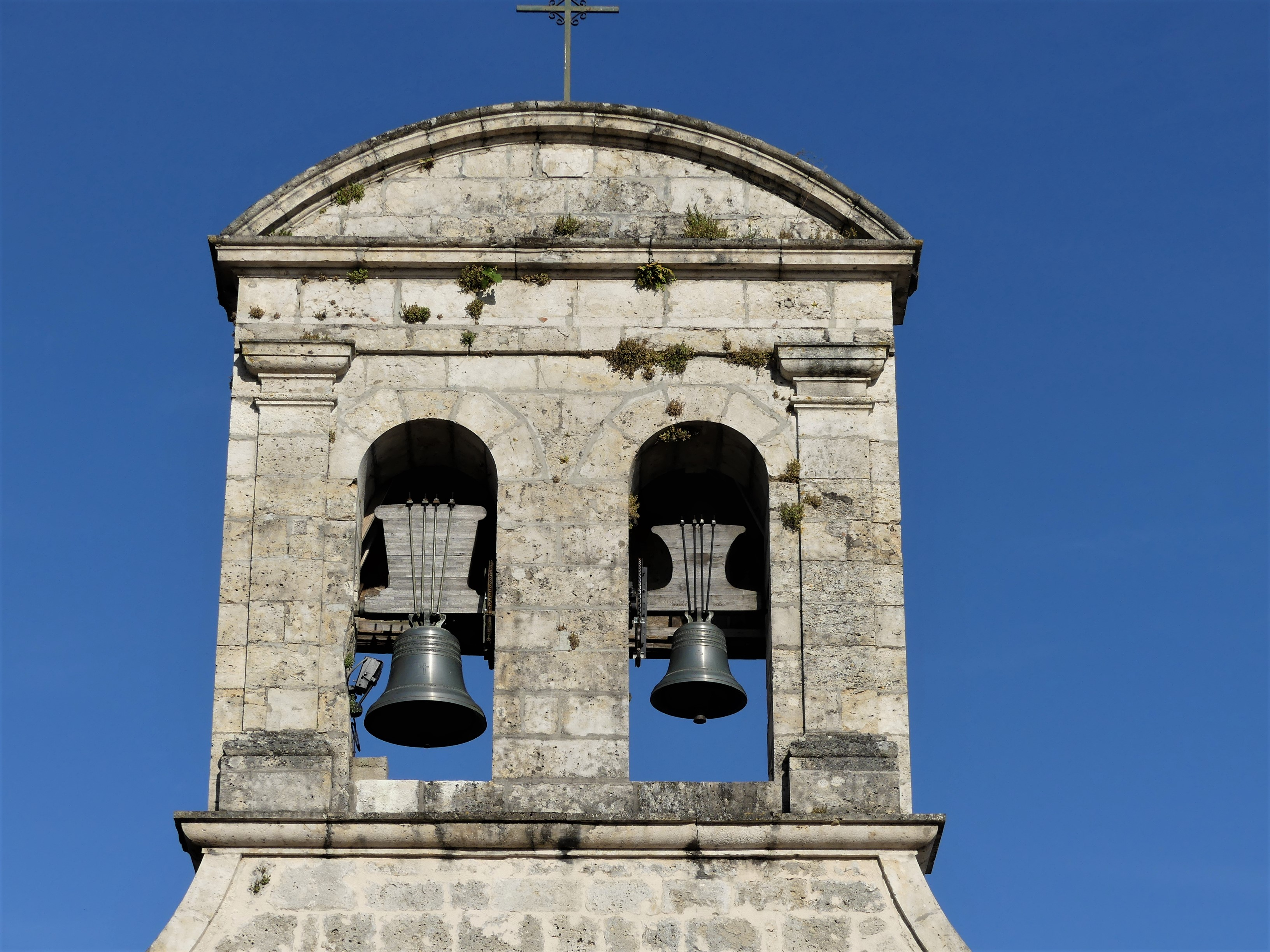
Son clocher-mur.
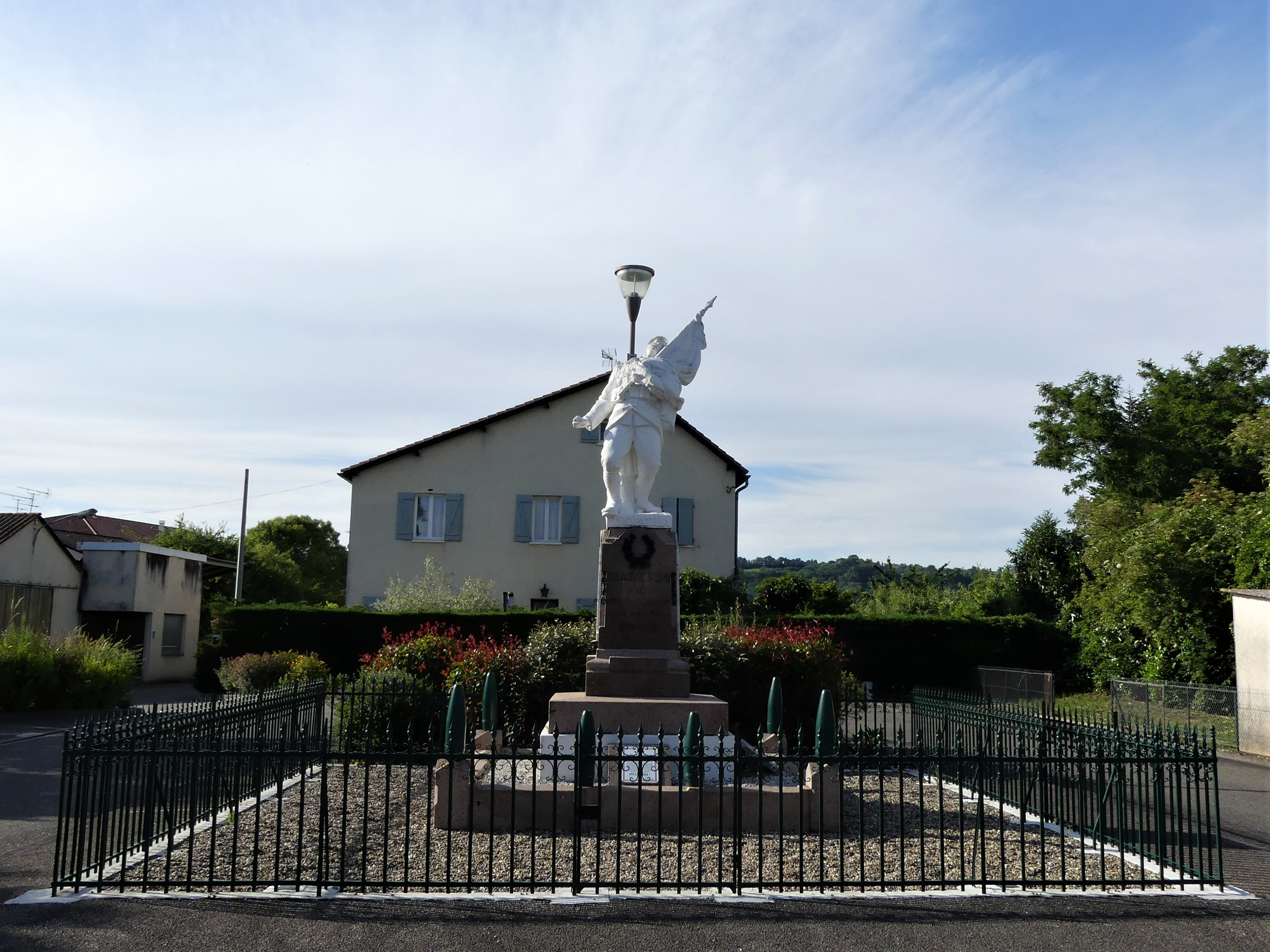
Le monument aux morts.

### Personnalités liées à la commune
- Emmanuel Jacques, Marie Chaumié (1890-1934), député, est né à Colayrac-Saint-Cirq, mort dans l'accident du Dewoitine D.332 L'Émeraude.
- Georges Archidice (1912-1968), député du Lot, né à Colayrac-Saint-Cirq.
- Maurice Mességué (1921-2017), herboriste et écrivain, est né à Colayrac-Saint-Cirq.
- Scali Delpeyrat (1966-), comédien, est né à Colayrac-Saint-Cirq.

### Héraldique
| Blason de Colayrac-Saint-Cirq | Blason  | Tranché, de gueules au léopard d'or, et d'azur à trois fasces ondées d'argent ; à la cotice d'or brochant sur le tout. Devise / Cri"So que l'homme lu donno, la terro sat li tourna" (Ce que l'homme lui donne, la terre sait lui rendre) |
| Blason de Colayrac-Saint-Cirq | Détails | Officiel, adopté le 14 mai 1998, créé par Roger Séré. |